# Xestospongia clavata
Xestospongia clavata är en svampdjursart som beskrevs av Gustavo Pulitzer-Finali 1993. Xestospongia clavata ingår i släktet Xestospongia och familjen Petrosiidae. Inga underarter finns listade i Catalogue of Life.